# Roni Porokara
Roni Porokara (født 12. december 1983 i Helsinki, Finland) er en finsk tidligere fodboldspiller (kantspiller).
Porokara spillede 23 kampe og scorede fem mål for det finske landshold, som han debuterede for 25. maj 2006 i en venskabskamp mod Sverige. På klubplan spillede han størstedelen af sin karriere i hjemlandet, hvor han blandt andet af tre omgange repræsenterede FC Honka. Han havde også ophold i både svensk, belgisk og israelsk fodbold.